# Biathlon-Europameisterschaften 2022
Die Biathlon-Europameisterschaften 2022 (offiziell: IBU Open European Championships Biathlon 2022) fanden vom 24. bis zum 30. Januar 2022 im Hohenzollern Skistadion am Arber statt. Auf dem Gebiet der Gemeinde Bayerisch Eisenstein wurden die Europameisterschaften zum zweiten Mal nach 2006 ausgerichtet.
Da Biathlon-Europameisterschaften als „offene“ Wettkämpfe ausgetragen wurden, war das Teilnehmerfeld nicht auf Athleten aus Europa begrenzt. Einzelathleten und Mannschaften aus Nord- und Südamerika, Asien und Australien nahmen auch an den Wettkämpfen teil.
Die Meisterschaften waren der Höhepunkt der Saison 2021/22 des IBU-Cups. Die Ergebnisse der Rennen flossen auch in die Gesamtwertungen des IBU-Cups mit ein.
Erfolgreichste Sportler der Wettkämpfe waren Sverre Dahlen Aspenes und Jewgenija Burtassowa.
Die Biathlon-Junioren-Europameisterschaften 2022 wurden wieder getrennt von den Europameisterschaften vom 17. bis 23. Januar auf der Pokljuka ausgetragen.

## Medaillenspiegel
| Platz | Land        | Gold | Silber | Bronze | Gesamt |
| ----- | ----------- | ---- | ------ | ------ | ------ |
| 1.    | Norwegen    | 5    | –      | 1      | 6      |
| 2.    | Russland    | 2    | 3      | 1      | 6      |
| 3.    | Moldau      | 1    | 1      | –      | 2      |
| 4.    | Deutschland | –    | 3      | 5      | 8      |
| 5.    | Frankreich  | –    | 1      | –      | 1      |
| 6.    | Schweiz     | –    | –      | 1      | 1      |

## Zeitplan
| Datum            | Männer | Männer                                   | Frauen                                   | Frauen                                   |
| ---------------- | ------ | ---------------------------------------- | ---------------------------------------- | ---------------------------------------- |
| 26. Januar (Mi.) | 10:15  | Einzel (20 km)                           | 14:00                                    | Einzel (15 km)                           |
| 28. Januar (Fr.) | 10:30  | Sprint (10 km)                           | 14:00                                    | Sprint (7,5 km)                          |
| 29. Januar (Sa.) | 10:30  | Verfolgung (12,5 km)                     | 13:30                                    | Verfolgung (10 km)                       |
| 30. Januar (So.) | 10:30  | Mixed-Staffel (4 × 7,5 km)               | Mixed-Staffel (4 × 7,5 km)               | Mixed-Staffel (4 × 7,5 km)               |
| 30. Januar (So.) | 13:30  | Single-Mixed-Staffel (4 × 3 km + 1,5 km) | Single-Mixed-Staffel (4 × 3 km + 1,5 km) | Single-Mixed-Staffel (4 × 3 km + 1,5 km) |

## Ergebnisse

### Männer

#### Einzel 20 km
| Platz | Sportler              | Schießfehler | Zeit    |
| ----- | --------------------- | ------------ | ------- |
| 1     | Sverre Dahlen Aspenes | 0+0+0+0      | 51:32,1 |
| 2     | Anton Babikow         | 0+0+0+0      | +11,6   |
| 3     | Matthias Dorfer       | 0+0+0+0      | +1:08,9 |
| 4     | Oscar Lombardot       | 0+0+0+0      | +1:36,8 |
| 5     | Philipp Horn          | 1+1+0+1      | +2:02,3 |
| 6     | Taras Lessjuk         | 0+0+1+0      | +2:10,0 |
| 7     | Erlend Bjøntegaard    | 2+1+0+0      | +2:18,2 |
| 8     | Patrick Braunhofer    | 1+0+0+1      | +2:39,4 |
| 9     | Nikita Porschnew      | 0+2+0+0      | +2:41,5 |
| 10    | Ilja Ausejenka        | 0+0+0+0      | +2:57,5 |

Start: Mittwoch, 26. Januar 2022, 10:15 Uhr
Gemeldet: 117 Athleten; nicht am Start (DNS): 3; nicht im Ziel (DNF): 3

#### Sprint 10 km
| Platz | Sportler                | Schießfehler | Zeit    |
| ----- | ----------------------- | ------------ | ------- |
| 1     | Erlend Bjøntegaard      | 0+0          | 26:39,4 |
| 2     | Nikita Porschnew        | 0+0          | +20,6   |
| 3     | Lucas Fratzscher        | 0+1          | +22,9   |
| 4     | Pjotr Paschtschenko     | 0+1          | +23,4   |
| 5     | Justus Strelow          | 1+0          | +43,6   |
| 6     | Émilien Claude          | 0+0          | +45,0   |
| 7     | Sverre Dahlen Aspenes   | 2+0          | +45,6   |
| 8     | Håvard Gutubø Bogetveit | 2+0          | +47,4   |
| 9     | Johannes Dale           | 2+0          | +48,0   |
| 10    | Simon Hallström         | 0+0          | +53,8   |

Start: Freitag, 28. Januar 2022, 10:30 Uhr
Gemeldet: 123 Athleten; nicht am Start (DNS): 3; nicht im Ziel (DNF): 1

#### Verfolgung 12,5 km
| Platz | Sportler                | Schießfehler | Zeit    |
| ----- | ----------------------- | ------------ | ------- |
| 1     | Sverre Dahlen Aspenes   | 1+0+1+1      | 34:02,1 |
| 2     | Pjotr Paschtschenko     | 1+2+0+2      | +38,1   |
| 3     | Lucas Fratzscher        | 1+1+4+0      | +53,0   |
| 4     | Erlend Bjøntegaard      | 1+1+3+1      | +1:04,7 |
| 5     | Johannes Dale           | 1+1+3+1      | +1:14,5 |
| 6     | Håvard Gutubø Bogetveit | 0+1+2+2      | +1:17,9 |
| 7     | Nikita Porschnew        | 2+0+1+2      | +1:35,6 |
| 8     | Justus Strelow          | 1+0+2+2      | +1:36,1 |
| 9     | Émilien Claude          | 0+0+2+3      | +1:36,5 |
| 10    | Dmitri Schamajew        | 0+0+0+1      | +2:05,9 |

Start: Samstag, 29. Januar 2022, 10:30 Uhr
Gemeldet: 60 Athleten; nicht am Start (DNS): 1; nicht im Ziel (DNF): 1; überrundet (LAP): 1

### Frauen

#### Einzel 15 km
| Platz | Sportlerin              | Schießfehler | Zeit    |
| ----- | ----------------------- | ------------ | ------- |
| 1     | Jewgenija Burtassowa    | 0+0+0+0      | 44:22,9 |
| 2     | Alina Stremous          | 1+0+0+0      | +12,1   |
| 3     | Natalja Gerbulowa       | 0+0+0+0      | +16,4   |
| 4     | Wiktorija Sliwko        | 0+0+1+0      | +21,7   |
| 5     | Elisa Gasparin          | 0+0+0+1      | +31,1   |
| 6     | Janina Hettich          | 0+0+0+2      | +1:06,5 |
| 7     | Anastassija Merkuschyna | 0+1+0+0      | +1:07,6 |
| 8     | Sophia Schneider        | 0+0+0+1      | +1:17,9 |
| 9     | Beatrice Trabucchi      | 0+0+0+0      | +1:26,8 |
| 10    | Anastassija Jegorowa    | 0+0+0+1      | +1:32,6 |

Start: Mittwoch, 26. Januar 2022, 14:00 Uhr
Gemeldet: 100 Athletinnen; nicht am Start (DNS): 4

#### Sprint 7,5 km
| Platz | Sportlerin            | Schießfehler | Zeit    |
| ----- | --------------------- | ------------ | ------- |
| 1     | Ragnhild Femsteinevik | 0+0          | 21:52,7 |
| 2     | Franziska Hildebrand  | 0+0          | +3,7    |
| 3     | Janina Hettich        | 0+1          | +25,9   |
| 4     | Alina Stremous        | 0+1          | +33,5   |
| 5     | Lou Jeanmonnot        | 0+0          | +37,2   |
| 6     | Irina Krutschinkina   | 1+0          | +39,4   |
| 7     | Julija Schurawok      | 0+0          | +39,8   |
| 8     | Natalja Gerbulowa     | 1+0          | +40,1   |
| 9     | Beatrice Trabucchi    | 0+0          | +44,1   |
| 10    | Karoline Erdal        | 0+1          | +47,2   |

Start: Freitag, 28. Januar 2022, 14:00 Uhr
Gemeldet: 110 Athletinnen; nicht am Start (DNS): 4

#### Verfolgung 10 km
| Platz | Sportlerin            | Schießfehler | Zeit    |
| ----- | --------------------- | ------------ | ------- |
| 1     | Alina Stremous        | 0+1+2+1      | 30:39,2 |
| 2     | Janina Hettich        | 0+1+1+3      | +17,7   |
| 3     | Jenny Enodd           | 0+0+2+2      | +26,8   |
| 4     | Aita Gasparin         | 0+1+1+1      | +48,3   |
| 5     | Larissa Kuklina       | 0+2+3+0      | +1:32,6 |
| 6     | Juni Arnekleiv        | 2+0+1+2      | +1:46,1 |
| 7     | Ragnhild Femsteinevik | 2+2+3+1      | +2:03,4 |
| 8     | Natalia Tomaszewska   | 1+0+0+1      | +2:11,8 |
| 9     | Maren Bakken          | 0+0+4+0      | +2:25,7 |
| 10    | Beatrice Trabucchi    | 1+1+3+1      | +2:37,5 |

Start: Samstag, 29. Januar 2022, 13:30 Uhr
Gemeldet: 60 Athletinnen; nicht am Start (DNS): 5; disqualifiziert (DSQ): 1; überrundet (LAP): 1

### Mixedbewerbe

#### Mixed-Staffel
| Platz | Land        | Sportler                                                                       | Zeit      | Strafrunden + Nachlader         |
| ----- | ----------- | ------------------------------------------------------------------------------ | --------- | ------------------------------- |
| 1     | Norwegen    | Erlend Bjøntegaard Johannes Dale Jenny Enodd Ragnhild Femsteinevik             | 1:17:44,9 | 0+0 0+0 1+3 0+1 0+0 1+3 0+3 0+1 |
| 2     | Deutschland | Lucas Fratzscher Philipp Horn Janina Hettich Sophia Schneider                  | +18,6     | 0+2 1+3 0+2 0+1 0+0 1+3 0+0 0+2 |
| 3     | Schweiz     | Serafin Wiestner Martin Jäger Elisa Gasparin Aita Gasparin                     | +4:53,7   | 0+2 3+3 1+3 0+3 0+0 0+3 0+1 1+3 |
| 4     | Frankreich  | Oscar Lombardot Rémi Broutier Océane Michelon Sophie Chauveau                  | +5:04,5   | 0+2 0+1 0+1 1+3 0+3 2+3 0+3 0+2 |
| 5     | Russland    | Wassili Tomschin Pjotr Paschtschenko Larissa Kuklina Anastassija Schewtschenko | +5:06,4   | 1+3 0+2 1+3 1+3 1+3 0+2 0+2 1+3 |
| 6     | Österreich  | Nikolaus Leitinger Lucas Pitzer Lea Rothschopf Tamara Steiner                  | +5:26,7   | 0+0 0+1 0+3 0+1 1+3 0+3         |
| 7     | Belarus     | Sergei Botscharnikow Iwan Tulazin Darja Kudajewa Irina Krutschinkina           | +5:42,2   | 0+2 0+0 3+3 3+3 0+1 0+3 0+3 1+3 |
| 8     | Ukraine     | Witalij Trusch Taras Lessjuk Olga Abramowa Anastassija Merkuschyna             | +6:09,1   | 0+0 0+3 0+1 2+3 1+3 3+3 0+0 1+3 |
| 9     | Rumänien    | George Buta Dmitri Schamajew Anastassija Tolmatschowa Jelena Tschirkowa        | +6:43,3   | 0+0 1+3 0+0 0+1 0+2 0+0 2+3 1+3 |
| 10    | Schweden    | Emil Nykvist Simon Hallström Annie Lindh Ingela Andersson                      | +7:03,7   | 0+0 1+3 1+3 1+3 2+3 0+2         |

Start: Sonntag, 30. Januar 2022, 10:30 Uhr
Gemeldet: 24 Nationen; nicht am Start (DNS): 1; überrundet (LAP): 10
Die rumänische Staffel, die auf Platz drei ins Ziel gekommen war, bekam aufgrund einer nicht regelkonformen Übergabe eine Zeitstrafe von zwei Minuten, wodurch die Schweiz auf den Bronzerang vorrückte.

#### Single-Mixed-Staffel
| Platz | Land        | Sportler                             | Zeit    | Strafrunden + Nachlader             |
| ----- | ----------- | ------------------------------------ | ------- | ----------------------------------- |
| 1     | Russland    | Anton Babikow Jewgenija Burtassowa   | 39:10,5 | 0+3 1+3 / 0+0 0+1 0+0 0+0 / 0+0 0+0 |
| 2     | Frankreich  | Émilien Claude Lou Jeanmonnot        | +1:01,4 | 0+0 3+3 / 1+3 0+0 0+1 0+1 / 0+1 0+1 |
| 3     | Deutschland | Justus Strelow Franziska Hildebrand  | +1:34,1 | 0+2 3+3 / 0+2 0+2 0+2 0+2 / 0+0 0+1 |
| 4     | Italien     | Daniele Cappellari Rebecca Passler   | +1:48,8 | 0+2 3+3 / 0+3 0+2 0+0 0+0 / 0+0 0+2 |
| 5     | Norwegen    | Sverre Dahlen Aspenes Karoline Erdal | +2:10,9 | 2+3 2+3 / 0+3 0+2 1+3 2+3 / 0+0 0+0 |
| 6     | Schweden    | Gabriel Stegmayr Elisabeth Högberg   | +2:31,9 | 0+1 1+3 / 2+3 0+1 0+0 0+3 / 0+2 0+1 |
| 7     | Ukraine     | Denys Nassyko Wita Semerenko         | +3:53,6 | 0+2 4+3 / 0+0 0+2 0+2 4+3 / 0+1 0+1 |
| 8     | Belarus     | Ilja Ausejenka Adelina Sabitawa      | +4:33,0 | 0+2 0+2 / 0+2 0+2 0+0 0+0 / 3+3 0+2 |

Start: Sonntag, 30. Januar 2022, 13:30 Uhr
Gemeldet: 22 Nationen; nicht am Start (DNS): 1; überrundet (LAP): 13